# Nancy Jo Powell

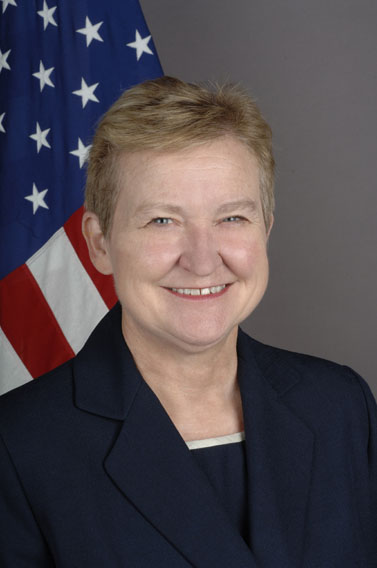
Nancy Jo Powell

Nancy Jo Powell (* 1947 in Cedar Falls, Iowa) ist eine US-amerikanische Diplomatin.

## Leben
Nancy Jo Powell trat 1997 in den auswärtigen Dienst ein und war in Islamabad, Kathmandu und Ottawa akkreditiert. Sie war im US-Außenministerium in den Abteilungen Nepal und Migration beschäftigt. Von 1990 bis 1992 war Powell Stellvertreterin des US-Botschafters in Lomé und bis 1993 Generalkonsulin in Kalkutta. Im Anschluss war sie bis 1995 Botschaftsrätin in Neu-Delhi und bis 1997 die Stellvertreterin des Botschafters in Dhaka. Danach war sie von 1995 bis 1997 Botschafterin in Uganda.
Von Juli 1999 bis Juni 2001 war Powell stellvertretende Assistant Secretary der Abteilung Afrika. Danach fungierte sie von 2001 bis 2002 als Botschafterin in Ghana sowie von 2002 bis 2004 als Botschafterin in Pakistan, ehe sie von November 2004 bis März 2005 zum stellvertretenden Assistant Secretary der Abteilung Recht kam. Vom 14. März bis 25. November 2005 war sie Assistant Secretary des Büros für internationale Drogen und Verbrechen sowie ab 2006 Beauftragte für infektiöse Krankheiten. In den Jahren von 2006 bis 2007 war Powell Beauftragte für Nachrichtendienste in Südasien und in den USA; dann trat sie das Botschafteramt in Nepal an. Von 2009 bis 2012 leitete sie den United States Foreign Service. Anschließend fungierte sie bis 2014 als US-Botschafterin in Indien.